# Flugan II
Flugan II är en amerikansk/kanadensisk skräckfilm från 1989 och uppföljare till filmen Flugan från 1986. Filmen regisserades av Chris Walas, med Eric Stoltz och Daphne Zuniga i huvudrollerna.

## Rollista
| Eric Stoltz       | – Martin  |
| Daphne Zuniga     | – Beth    |
| Lee Richardson    | – Bartok  |
| John Getz         | – Stathis |
| Frank C. Turner   | – Shepard |
| Ann Marie Lee     | – Jainway |
| Garry Chalk       | – Scorby  |
| Saffron Henderson | – Ronnie  |